# Sune Geertsen
Sune Geertsen (født 13. august 1978) er en dansk skuespiller.
Geertsen, der er søn af Gunnar Geertsen, fik sin debut som Bølle Bob i musicalen af samme navn på Gellerupscenen i 1993. Han blev uddannet skuespiller fra Statens Teaterskole i 2007.

## Filmografi
- Frygtelig lykkelig (2008)
- Profetia (2009)

### Tv-serier
- Bølle Bob (1998) - Sune Geertsen
- Livvagterne (2009) afsnit nr: 9